# La Union

La Union

La Union – prowincja na Filipinach, położona w północno-zachodniej części wyspy Luzon. Od zachodu granicę wyznacza Morze Południowochińskie, od północy prowincja Ilocos Sur, od wschodu prowincja Benguet, od południa prowincja Pangasinan. Powierzchnia: 1504 km² tys. Liczba ludności: 720 972 mieszkańców (2007). Gęstość zaludnienia
wynosi 479,4 mieszk./km². Stolicą prowincji jest San Fernando.